# Амаев, Ваха-Хаджи Хасаевич
Ваха-Хаджи Хасаевич Амаев (род. 22 октября 1963, Аллерой, Чечено-Ингушская АССР) — чеченский писатель.

## Биография
Амаев — уроженец села Аллерой Ножай-Юртовского района Чечни. В 1980 году он окончил среднюю школу в родном селе. В 1985 году поступил на национальное отделение филологического факультета Чечено-Ингушского государственного университета, после окончания которого преподавал в школе чеченский язык и литературу.
В 1988 году стал редактором художественных программ Грозненского телевидения. Под его руководством выходили передачи «Кто мы? Откуда мы?» и «А ну-ка, парни!». После начала первой чеченской войны вынужден был уехать за границу. В настоящее время живёт во Франции.

## Творчество
Первые рассказы Амаева опубликовала Ножай-Юртовская районная газета «Маяк коммунизма» в 1990-х годах. Затем последовали публикации в республиканских газетах «Ленинан некъ», «Васт», литературном альманахе «Орга». Его рассказы вошли в сборники произведений молодых авторов «От подножия гор», «Впереди ещё полночи», «Антология чеченского рассказа», «От подножия гор». В 1992 году вышел сборник рассказов Амаева «Один день». В 2012 году была издана антология «Чеченская повесть», в которую была включена «Неоконченная повесть» Амаева.

## Критика
Литературовед Эльбрус Минкаилов писал:
В чеченскую литературу жизненную правду принесло в восьмидесятые годы творчество Ваха-Хаджи Амаева, Султана Яшуркаева и др. Если бы надо было определять моменты, когда писатель опередил свое время, я бы выбрал… так же и «Неоконченную повесть» В.-Х. Амаева.